# Cassiane e Jairinho
Cassiane e Jairinho é uma dupla brasileira de música cristã contemporânea, escritores e empresários formada pelo casal de músicos Cassiane e Jairinho Manhães. Os dois trabalham juntos desde 1994, e gravaram discos como dupla a partir do ano 2000.
Vários destes discos receberam certificações da ABPD. O Amor é Mais, lançado em 2000, é o maior sucesso da dupla e vendeu 500 mil cópias no país, recebendo disco de platina.
Cassiane e Jairinho venceram o Troféu Talento na categoria Melhor Dupla nos anos de 2003 e 2005. Mais tarde, foram indicados ao Troféu Promessas em 2011 na categoria Melhor grupo.

## Discografia
| Ano  | Título                                                      | Vendas    | Certificações |
| ---- | ----------------------------------------------------------- | --------- | ------------- |
| 1987 | Louvores Inesquecíveis - Lançamento: 1987 - Formatos: LP    |           |               |
| 2000 | O Amor É Mais - Lançamento: 2000 - Formatos: CD             | - 500.000 | - Platina     |
| 2002 | Cada Instante de Nós Dois - Lançamento: 2002 - Formatos: CD | - 500.000 | - Ouro        |
| 2004 | Você E Eu - Lançamento: 2004 - Formatos: CD                 | - 150.000 | - Ouro        |
| 2007 | Falando de Amor - Lançamento: 2007 - Formatos: CD           | - 50.000  | - Ouro        |
| 2011 | O Amor Está No Ar - Lançamento: 2011 - Formatos: CD         | - 40.000  | - Ouro        |
| 2014 | Somos 1 - Lançamento: 2014 - Formatos: CD                   | - 25.000  |               |